# 法蘭克·洛伊·萊特之家與事務所
法蘭克·洛伊·萊特之家與事務所（英語：Frank Lloyd Wright Home and Studio），位於伊利诺伊州橡樹園芝加哥大道951號，
曾是建築師法蘭克·洛伊·萊特的住家及事務所，直到1909年萊特離開他的家庭。

在1889年，萊特用自老闆路易斯·沙利文那借來的5,000美元打造了這棟房子
，當時他才22歲，剛與凱薩琳·李·托賓結婚。他們一起在這撫養了六個孩子。
1972年這做建築被列入國家史蹟名錄，並在四年後成為美國國家歷史地標。